# Another Day (Paul-McCartney-Lied)
Another Day (englisch für „Ein anderer Tag“') ist ein Lied des britischen Musikers Paul McCartney, das 1971 als Single-A-Seite veröffentlicht wurde. Komponiert wurde es von Paul McCartney und Linda McCartney. Es war Paul McCartneys erste Singleveröffentlichung nach seiner Trennung von der Band The Beatles. Die B-Seite der Single enthält den mit Revolverschuss-Overdub versehenen Blues-Song Oh Woman, Oh Why.

## Hintergrund

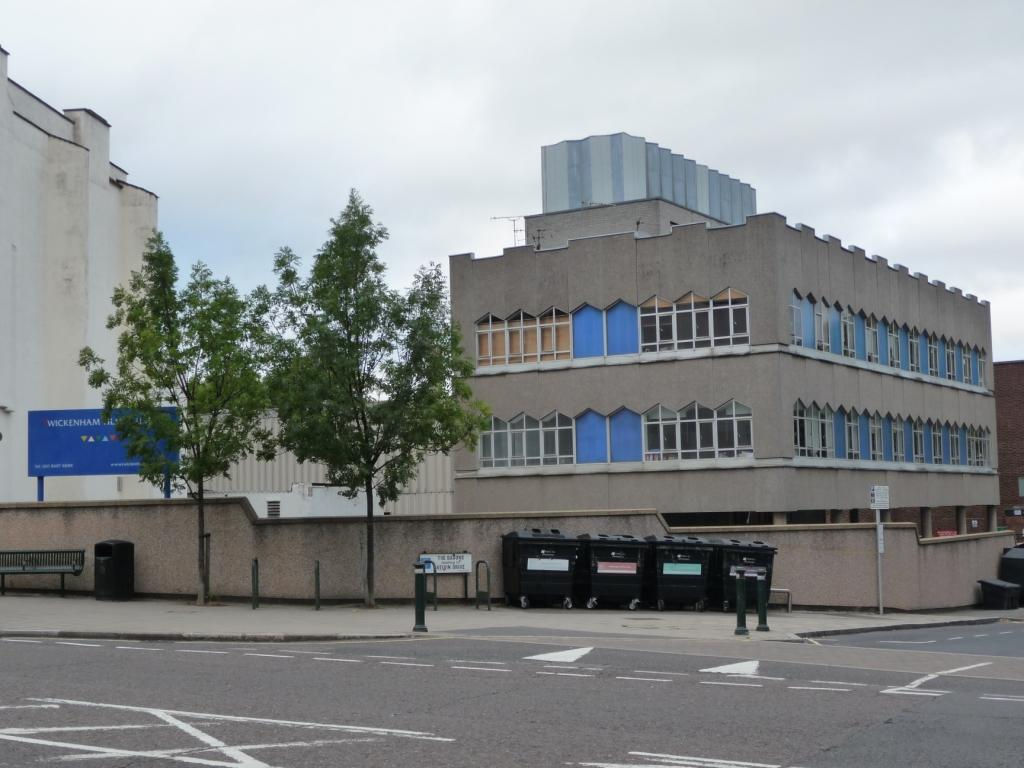
Twickenham Film Studios

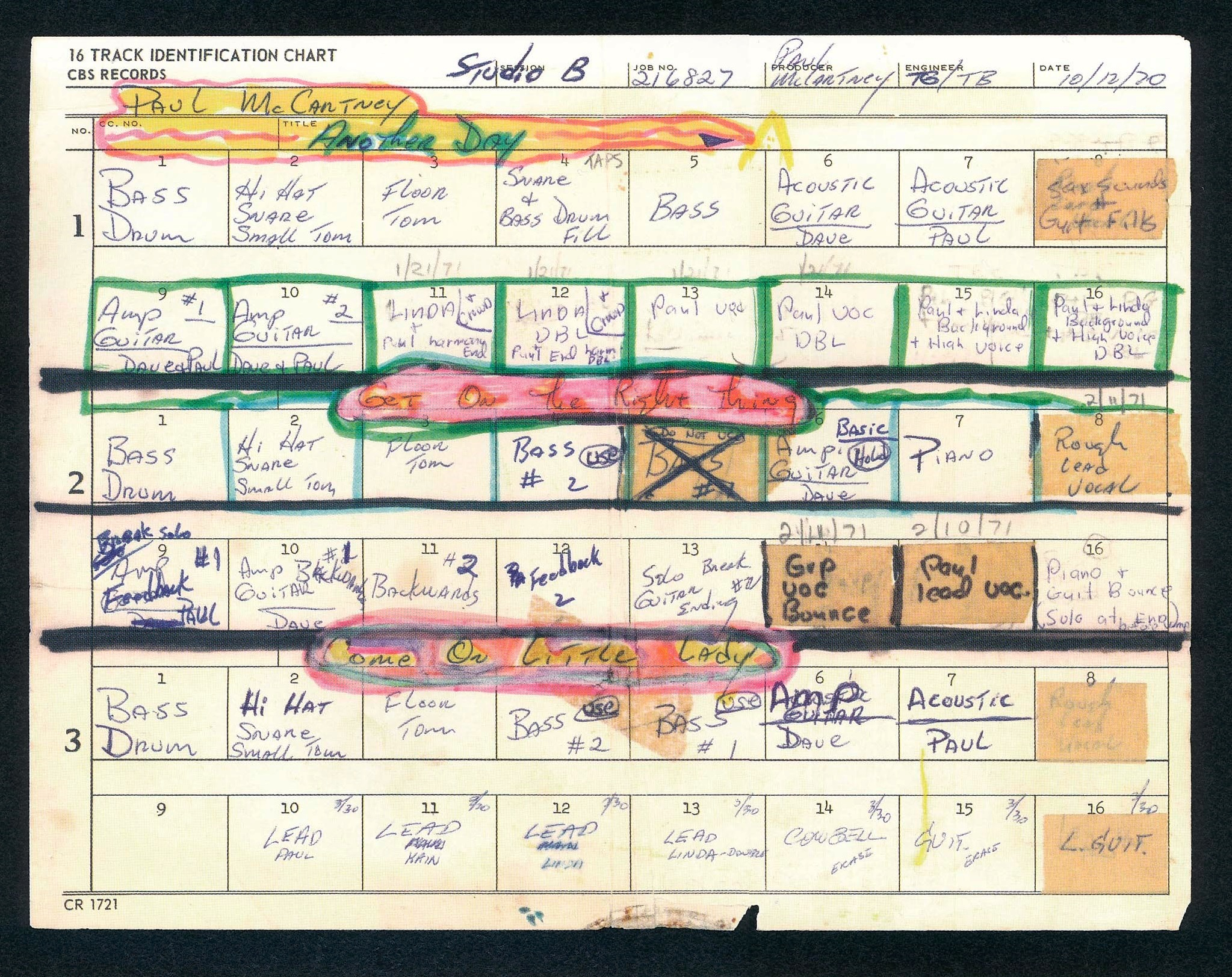
CBS-Studios-Aufnahmebogen für drei Lieder der Ram-Sessions: Another Day, Get on the Right Thing, Eat at Home (Arbeitstitel: Come on Little Lady)

Paul McCartney sang das Lied Another Day am 9. Januar 1969 in den Twickenham Film Studios und am 25. Januar erneut in den Apple Studios während der Get Back/Let-It-Be-Sessions der Beatles. Die erste Version ist auch im ersten Teil der dreiteiligen 2021er Dokumentation The Beatles: Get Back zu sehen. Eine Verwendung für das letzte aufgenommene Album der Beatles, Abbey Road, erfolgte nicht.
Another Day war einer von McCartneys Songs über fiktive Personen. Der Text erzählt die Geschichte einer Frau, die allein in einer namenlosen Stadt lebt und in einem Alltag gefangen ist: Sie geht zur Arbeit, kommt nach Hause in eine leere Wohnung und träumt von einem Mann, der den Bann, der über ihr liegt, dann brechen wird. Diesen trifft sie auch, doch er lässt sie wieder traurig zurück. Es fällt ihr dann sogar schwer, ihr Leben zu bewerkstelligen („And she finds it hard to stay alive“). Das Lied endet so, wie es begonnen hat, ohne einen baldigen Ausweg aufzuzeichnen. Der Schlagzeuger des Liedes Denny Seiwell beschrieb den Song als „Eleanor Rigby in New York City“.
Another Day wurde von John Lennon in seinem Lied How Do You Sleep? erwähnt, einem musikalischen Angriff auf McCartney. Die zweite Strophe vergleicht McCartneys Song Yesterday von den Beatles, mit den Zeilen: „The only thing you done was ‘Yesterday’, and since you’re gone you’re just another day“.
Another Day wurde nicht von McCartney, sondern auf Vorschlag des Studioassistenten Dixon Van Winkle als Single ausgewählt.
Paul McCartney sagte im Nachhinein über das Lied: „Die Veröffentlichung meines ersten Solosongs nach der Trennung (der Beatles) fühlte sich wie ein großer Moment an – aufregend, wenn auch mit einem Hauch von Traurigkeit. Es fühlte sich auch so an, als hätte ich etwas zu beweisen, und diese Art von Herausforderung ist immer aufregend.“
Die Single erreichte Platz 6 in Deutschland, Platz 2 in Großbritannien und in den USA Platz 5 in den jeweiligen Charts.

## Aufnahme
Another Day wurde am 12. Oktober 1970 während der Aufnahmen zum Album Ram in den New Yorker CBS Studios mit Paul McCartney als Produzent aufgenommen. Tom Geelan war der Toningenieur der Aufnahmen. Im Januar 1971 folgten weitere Overdub-Aufnahmen in den A&R Studios in New York, die Abmischung des Liedes erfolgte im selben Studio am 8. Februar.
Besetzung:
- Paul McCartney: Gesang, Akustikgitarre, E-Gitarre, Bassgitarre, Perkussion
- Linda McCartney: Hintergrundgesang
- David Spinozza: Akustikgitarre, E-Gitarre
- Denny Seiwell: Schlagzeug, Perkussion

## Veröffentlichung
- Am 19. Februar 1971 (USA: 22. Februar) erschien die Paul-McCartney-Single Another Day / Oh Woman, Oh Why,[4] die aber nicht auf dem Album Ram enthalten war, obwohl die beiden Lieder während der Sessions am 12. Oktober (Another Day, geschrieben von „Mr. & Mrs. McCartney“)[5] und am 3. November 1970 (Oh Woman, Oh Why?) aufgenommen wurden. In Mexiko wurde eine EP mit folgenden Liedern veröffentlicht: Another Day / Junk / Oh Woman, Oh Why / Valentine Day (Junk und Valentine Day stammen vom Album McCartney).[6]
- Another Day erschien erstmals am 27. November 1978 auf einem Album, Wings Greatest. Am 2. November 1987 erschien Another Day auf dem Kompilationsalbum All the Best!, am 7. Mai 2001 auf Wingspan: Hits and History und am 10. Juni 2016 auf Pure McCartney.
- Am 7. Juni 1993[7] wurde die CD in einer remasterten Version, die zusätzlich als Bonusstücke die Lieder Another Day und Oh Woman, Oh Why enthält, veröffentlicht.[8]
- Im Mai 2012 wurde Ram, erneut remastert, vom Musiklabel Hear Music/Concord Music Group als Teil der Paul McCartney Archive Collection veröffentlicht. Another Day befand sich auf der Special Edition.[9]

## Streit um Linda McCartneys Beteiligung
Bei der Single Another Day wurde Linda McCartney als Mitautorin genannt, was beim Musikverlag Northern Songs bzw. deren neuen Besitzer ATV Music auf Skepsis stieß. Man bezweifelte, dass eine Fotografin plötzlich zur Komponistin gereift sei und sah in ihrer Nennung vielmehr den Versuch, dem Verlag Tantiemen vorzuenthalten. Im Juli 1971 wurden Paul und Linda von Northern Songs und Maclen Music auf 1.050.000 US-Dollar (ca. 437.000 Pfund) verklagt, weil sie gegen eine exklusive Rechtevereinbarung mit dem Song Another Day verstoßen hatten.
Nach Veröffentlichung des Albums Ram, bei dem Linda McCartney sechs Lieder mitkomponierte, weigerte sich ATV Music, Linda McCartney Tantiemen auszuzahlen. Paul McCartneys Rechtsanwälte klärten die Angelegenheit allerdings zu seinen Gunsten. Der Fall wurde im Juni 1972 beigelegt, als Grades Firma ATV bekannt gab, dass „alle Differenzen zwischen ihnen einvernehmlich beigelegt wurden“ und dass das Paar einen neuen siebenjährigen Co-Publishing-Vertrag zwischen ATV und McCartney Music unterzeichnet hat. McCartney stimmte auch zu, an einer Fernsehsendung mit dem Titel James Paul McCartney teilzunehmen. Sie wurde 1973 ausgestrahlt und zeigte McCartney und Wings, die eine Auswahl alter und neuer Songs sangen.